# 7 donne d'oro contro due 07
7 donne d'oro contro due 07 (7 Golden Women Against Two 07) è un film del 1966 diretto da Vincenzo Cascino.

## Trama
Mark Davis, agente segreto 07, partecipa ad un'asta d'arte. A questa asta c'è un dipinto in vendita, attribuito a Goya, sul cui retro è tracciata la mappa di un favoloso tesoro nazista, nascosto da qualche parte nelle acque del Mediterraneo, prima della fine della seconda guerra mondiale. Naturalmente non è vero: un antiquario romano ha messo in giro questa voce. Mark scoprirà che ci sono altre sei repliche del dipinto, ognuna in possesso di una ragazza. Ciascuna delle persone interessate si mette alla ricerca del tesoro.

## Location
- Castello di Balsorano, L'Aquila, Abruzzo
- Cascata delle Marmore, Terni, Umbria
- Cinecittà Studios, Cinecittà, Roma
- Aeroporto di Fiumicino, Fiumicino, Lazio
- Grotte di Salone, Roma
- Lago di Albano, Lazio
- Monte Circeo, Lazio
- Cascate di Monte Gelato, fiume Treja, Lazio